# ハース家
ハース家（英語: Haas family）は、デニムなどで知られるリーバイ・ストラウス（通称リーバイス）を所有するドイツ系アメリカ人の一族である。子どもがいなかったリーバイス創業者のリーバイ・ストラウスが事業を委ねた4人の甥の子孫で、現在も同社の大部分を所有している。
2015年時点で255人余りの子孫らが37億ドルを超える純資産を所有し、同年のアメリカで最も裕福な家族ランキングで78位である。2019年3月21日に再上場した際は初値が1株17ドルで、同家の純資産は推定で47億ドルに達した。